# Israel Knohl
Israel Knohl (in ebraico ישראל קנוהל‎?; 13 marzo 1952) è un biblista e storico israeliano, professore di Studi biblici alla Hebrew University of Jerusalem e "Senior Fellow" allo Shalom Hartman Institute in Gerusalemme. I suoi libri trattano in modo interdisciplinare le origini del popolo ebraico e della Bibbia.

## Opere principali
Knohl ha trovato nella letteratura giudaica le tracce di un antico mito sulla resurrezione dai morti di un messia antecedente la nascita di Cristo, forse da identificarsi con l'esseno Menahem citato più volte nella letteratura rabbinica. Questa teoria è esposta nel libro: The Messiah Before Jesus: The Suffering Servant of the Dead Sea Scrolls (University of California Press, 2000).
Altrettanto noto è il suo libro  Where are We From? che identifica le origini del popolo ebraico e della narrazione biblica nella fusione di tre diversi popoli. Il primo è quello degli Hyksos, una popolazione di origine cananea che dominò l'Egitto per circa un secolo a partire dal 1638 a.C., ma poi venne espulso nel XV secolo a. C. Da questo evento trae origine la narrazione delle vicende di Giuseppe. Una seconda popolazione proveniva dal regno di Mitanni, quando esso venne abbattuto da Salmanassar I. Da loro proviene il racconto dell'immigrazione di Abramo in Canaan. L'ultimo gruppo è costituito da un gruppo di schiavi che fuggirono dall'Egitto nel 1208 a.C. durante il regno del faraone Merneptah, il figlio di Ramses II che fece costruire la città di Pi-Ramses. Essi erano chiamati Apiru, vocabolo probabilmente all'origine della parola "ebreo". Essi portarono con sé il ricordo della schiavitù e la fede monoteista del faraone Akenaton, dando origine al racconto dell'Esodo. Sulla strada per la terra di Canaan ebbero stretti contatti con i Madianiti e adottarono il nome YHWH per indicare il loro dio e la proibizione di rappresentarlo con statue o immagini. La durata del soggiorno in Egitto secondo la Bibbia è  di 430 anni (Es 12.41), che è proprio l'intervallo di tempo fra il 1638 e il 1208 a.C. dei due eventi fondativi del popolo ebraico.
In uno scritto più recente (How the Bible was Born) Knohl studia i tratti comuni al racconto biblico dell'Esodo e al racconto che ne fa Manetone (III secolo a.C.) nel quadro delle notizie sulla storia egiziana contenute nel grande papiro Harris. Ne deduce che l'Esodo mosaico avrebbe avuto luogo nel 1186 a.C.